# Helga Riemann
Helga Riemann, auch Helga Schiff oder Helga Schiff-Riemann (* 8. Juni 1924 in Leipzig; † 19. November 2004 in Gmunden) war eine österreichische Komponistin, Musikpädagogin, Musiktherapeutin und Journalistin.

## Leben
Helga Riemann ist die Enkelin von Hugo Riemann und Mutter von Hans Christian (* 1949) und Heinrich Schiff (1951–2016). Ihr am 20. Dezember 1915 ebenfalls in Leipzig geborener älterer Bruder Hans Herbert Riemann galt ab 1944 als vermisst und wurde auf Antrag seiner einzigen Schwester Helga Riemann am 12. September 1957 für tot erklärt.
Zu Pfingsten 1943 verlobte sie sich mit Helmut Schiff und heiratete diesen am 12. Jänner 1944 standesamtlich in Bratislava und am 30. Jänner 1944 kirchlich in Walding bei Linz. Die beiden kehrten kriegsbedingt nicht nach Leipzig zurück, sondern siedelten sich in Gmunden an.
Mit der Geburt der Kinder zogen sie ins benachbarte Altmünster, 1953 folgte die Übersiedlung nach Hamburg. 1959 kehrte das Paar samt Kindern nach Gmunden zurück und nahm die Unterrichtstätigkeit an der Musikschule der Stadt Linz auf. Am 4. Februar 1977 wurden die beiden geschieden. Helga Riemann ging 1984 in Pension und verstarb 2004.

## Ausbildung und berufliche Tätigkeit
Helga Riemann erhielt mit acht Jahren ersten Klavierunterricht von Maria Charlotte Voigt und wurde von 1937 bis 1940 von Amadeus Nestler im Fach Gesang unterrichtet.
Mit 14 Jahren wurde sie 1938 nach einer Aufnahmeprüfung von Hermann Abendroth als jüngstes Mitglied in den GewandhausChor Leipzig aufgenommen. Ein Jahr später absolvierte sie mit 15 Jahren die Aufnahmeprüfung am Konservatorium Leipzig und studierte zeitgleich zu ihrer Gymnasialzeit bis 1942 bei Reinhold Gerhardt (Gesang) und Hans Hermann (Klavier). Ab ihrem 18. Lebensjahr unterrichtete sie in den Fächern Musiktheorie, Gesang und Klavier an der Musikschule Leipzig bzw. Böhlen.
Ab 1942 studierte sie vorerst im Nebenfach, bald aber im Hauptfach bei Johann Nepomuk David, und erlernte das Schreiben von Streichquartetten, Liedern, Fugen und Klaviermusik sowie Werken für Blockflöte bzw. Blockflöte und Klavier.
Ihr pädagogisches Schaffen erstreckte sich einerseits auf ihre Tätigkeit als Klavier- und Gesangslehrerin (zwischen 1944 und 1960 u. a. an der Musikschule in Gmunden, am Brucknerkonservatorium, an der Musikschule der Stadt Linz und an der Rudolf Steiner Schule in Hamburg) und andererseits auf ihren Beruf als Musiktherapeutin an der Landes-Heil- und Pflegeanstalt in Niedernhart, Linz (zwischen 1960 und 1971), wo sie jeweils Kompositionen eigens für ihre Tätigkeit als Pädagogin schuf. Helga Riemann gilt als Vorreiterinnen auf dem Gebiet der Musiktherapie.
Als Musikkritikerin war sie zwischen 1961 und 1984 als freie Mitarbeiterin für den ORF, ab 1965 auch beim Oberösterreichischen Kulturbericht im Bereich Musik sowie bis 1984 beim Oberösterreichischen Tagblatt tätig.
Ab 1970 komponierte Helga Riemann als freischaffende Künstlerin. Im Verlauf der 1970er-Jahre wurden mehrere ihrer Werke uraufgeführt.

## Werke
Ihr musikalisches Werkverzeichnis umfasst Kompositionen, die zwischen 1949 und 1997 entstanden sind. Darunter finden sich Vokalmusik für A cappella, Soli, Chor, Orchester, Singspiele/Schulopern und Lieder mit Klavier und anderen Instrumenten. Weiters Instrumentalmusik für Orchester und Kammermusik, weiters Solowerke für Klavier, Orgel und Blockflöte. Werke Helga Riemanns sind mehrfach öffentlich aufgeführt worden. Ihre Diskographie enthält mehrere LPs bzw. später CDs sowie Aufnahmen, Konzertmitschnitte sowie Radiointerviews und Radiosendungen für das Helga-Riemann-Archiv.
Journalistische Texte entstanden zwischen 1965 und 1991 und diese umfassen Schriften in Form persönlicher Texte, Werkeinführungen und Kommentare.

## Konzerte als Sängerin
Helga Riemann gab Konzerte zunächst gemeinsam mit ihrem Mann, später auch allein (Auswahl):
- Festsaal des Alten Rathauses in Linz (1946): Helga Riemann spielte Blockflöten-Sonaten und sang Lieder von Richard Billinger und Hugo Wolf
- Vortragssaal der Städtischen Musikschule Linz (1964): Helga Riemann interpretierte den Liederzyklus Die Winterreise nach Gedichten von Wilhelm Müller
- Festsaal des Alten Rathauses in Linz (1965): Liederabend mit der Uraufführung des Liederzyklus Das Marienleben von Paul Hindemith

## Auszeichnungen
Bei Preisvergaben fühlte sie sich jahrelang übergangen. Erst ab den 1980er-Jahren wurde sie mehrfach geehrt:
- Berufstitel Professor (1982)
- Kulturpreis des Landes Oberösterreich in der Sparte Musik (1987)
- Kunstwürdigungspreis der Stadt Linz auf dem Gebiet der Musik (1988)
- Kulturmedaille des Landes Oberösterreich (1994)
- Verdienstmedaille in Gold der Stadt Gmunden (1995)